# Yvonne Mhango
Yvonne Mhango é uma economista malawiana. Ela é a economista para a África Subsaariana na empresa russa de investimentos Renaissance Capital .

## Histórico e educação
Frequentou a Saint Andrews International High School em Blantyre, Malawi, onde estudou Matemática, Geografia e Economia no nível A, de 1996 a 1998. Em 1999, ela foi admitida na Universidade da Cidade do Cabo, na África do Sul, onde graduando-se como Bacharel em Ciências Empresariais em 2002. De 2003 a 2004, ela estudou na mesma universidade, graduando-se com um Master of Business Science .

## Outras conquistas
Yvonne Mhango é co-autora do livro The Fastest Billion, sobre a revolução econômica da África.